# The Makarrata Project
Albums de Midnight Oil
Armistice Day: Live at the Domain, Sydney
(2018) Resist
(2022)
Singles
1. Gadigal Land
Sortie : août 2020
2. First Nation
Sortie : septembre 2020

The Makarrata Project est le douzième album studio du groupe de rock australien Midnight Oil sorti le 30 octobre 2020.
Il s'agit du premier album studio du groupe depuis Capricornia, sorti en 2002. Il comporte sept chansons, toutes réalisées en collaboration avec plusieurs artistes aborigènes.
Il se classe numéro un en Australie la semaine de sa sortie. C'est la 5e fois que le groupe arrive en tête des ventes d'albums dans son pays, après Red Sails in the Sunset en 1984, Diesel and Dust en 1987, Blue Sky Mining en 1990 et la compilation 20,000 Watt R.S.L. en 1997.

## Contexte
Depuis sa reformation annoncée en 2016, Midnight Oil a entrepris une tournée mondiale entre avril et novembre 2017 baptisée The Great Circle 2017, tandis que sortaient trois coffrets présentant l'intégralité de la discographie du groupe et des raretés. Un DVD et un CD live intitulés Armistice Day: Live at the Domain, Sydney, témoignages de la tournée The Great Circle, sont sortis en 2018 ainsi qu'un documentaire consacré au groupe, Midnight Oil: 1984,. En 2019, il donnait une série de concerts en Europe.
En février 2020, le groupe dévoile qu'il a enregistré, pour la première fois depuis dix-huit ans, vingt nouvelles chansons et ce, en compagnie du producteur Warne Livesey. Sept d'entre elles ont été enregistrées en collaboration avec des artistes aborigènes et sont destinées à un album intitulé The Makarrata Project dédié à la réconciliation avec les peuples autochtones d'Australie et à la déclaration d'Uluru (Uluru Statement from the Heart),. Cette déclaration réclame que deux éléments soient inscrits dans la constitution australienne : l'instauration d'une commission permanente « Voix des Peuples premiers » et d'une « Commission Makarrata » pour superviser un processus visant d'une part à établir des accords entre les gouvernements et les Peuples premiers et d'autre part à rechercher la vérité sur l'Histoire du pays.
Makarrata est un mot Yolngu « décrivant un processus de résolution de conflit, d'établissement de la paix et de la justice ».
La déclaration d'Uluru est inscrite sur la pochette du disque et lue en introduction de la dernière chanson de l'album par des personnalités australiennes.
Les membres de Midnight Oil cèdent leurs parts de bénéfices des ventes de l'album à des organismes de bienfaisance soutenant la déclaration d'Uluru.    

## Nominations
Lors de la cérémonie des ARIA Music Awards en 2021 l'album est nommé dans les catégories de l'album de l'année et du meilleur album rock et permet à Midnight Oil d'être nommé dans la catégorie du meilleur groupe.

## Liste des titres
| No | Titre | Auteur                                                | Durée |
| -- | --- | ----------------------------------------------------- | ----- |
| 1. | First Nation (featuring Jessica Mauboy et Tasman Keith)                                                                             | - Rob Hirst - Tasman Keith Jarrett                    | 4:51  |
| 2. | Gadigal Land (featuring Dan Sultan, Joel Davidson, Kaleena Briggs et Bunna Lawrie)                                                  | - Hirst - Joel Davidson - Bunna Lawrie                | 4:45  |
| 3. | Change the Date (featuring Gurrumul Yunupingu et Dan Sultan)                                                                        | - Jim Moginie - Gurrumul Yunupingu                    | 5:58  |
| 4. | Terror Australia (featuring Alice Skye)                                                                                             | - Peter Garrett - Bones Hillman                       | 3:49  |
| 5. | Desert Man, Desert Woman (featuring Frank Yamma)                                                                                    | - Garrett - Frank Yamma                               | 3:09  |
| 6. | Wind in My Head (Makarrata version) (featuring Kev Carmody et Sammy Butcher)                                                        | - Moginie - Neil Murray - Sammy Butcher - Kev Carmody | 4:19  |
| 7. | Uluru Statement from the Heart / Come on Down (featuring Pat Anderson, Stan Grant, Adam Goodes, Ursula Yovich et Troy Cassar-Daley) | Moginie                                               | 6:40  |

## Musiciens
Crédits issus du livret du CD.
Midnight Oil
- Peter Garrett : chant principal (sauf pistes 4 et 5)
- Bones Hillman : basse, chœurs
- Jim Moginie : guitares, claviers, chœurs
- Martin Rotsey : guitares
- Rob Hirst : batterie, percussions, chœurs

Musiciens additionnels
- Jessica Mauboy et Tasman Keith : chant (piste 1)
- Dan Sultan : chant (pistes 2 et 3), guitare (piste 2)
- Joel Davidson : chant (piste 2)
- Kaleena Briggs : chant (piste 2), chœurs (pistes 3 et 6)
- Bunna Lawrie : chant (piste 2), percussions (piste 7)
- Andy Bickers : saxophone (piste 2)
- Anthony Kable : trombone (piste 2)
- Angus Gomm : trompette (piste 2)
- Gurrumul Yunupingu : chant (piste 3)
- Leah Flanagan : chœurs (pistes 3 et 6)
- Ursula Yovich : chœurs (pistes 3 et 6), voix (piste 7)
- Alice Skye : chant principal (piste 4)
- Frank Yamma : chant principal (piste 5)
- Kev Carmody et Sammy Butcher : chant (piste 6)
- Pat Anderson, Stan Grant et Adam Goodes : voix (piste 7)
- Troy Cassar-Daley : voix, chant et guitare (piste 7)

## Classements hebdomadaires
| Classement (2020)            | Meilleure place |
| ---------------------------- | --------------- |
| Australie (ARIA)             | 1               |
| Suisse (Schweizer Hitparade) | 50              |